# Novais
Novais este un oraș în São Paulo (SP), Brazilia.